# Highland Heights (Kentucky)
Highland Heights – miasto w Stanach Zjednoczonych, w stanie Kentucky, w hrabstwie Campbell.